# 国学 (学府)
國學指國家學府，即古代中國和周邊地區如朝鮮、越南、日本、琉球等國的中央学府，为官学体系的最高学府。為古之大學。

## 中國
虞之上庠，夏之東序，殷之瞽宗，周之辟雍，漢後之太學，隋後之國子監，皆為國學。
國學先秦上古之大學，一般貴族子弟才能入學；庶民子弟入讀的學校則稱為小學，如舜帝時之下庠、夏朝之西序、商朝之左學、周朝之虞庠。到了秦漢，封建制度瓦解，漢朝建立太學以後，平民子弟方可入讀大學。